# Рик и Морти (4-й сезон)
Четвёртый сезон американского анимационного телесериала «Рик и Морти» впервые транслировался в США в рамках позднего ночного программного блока Adult Swim на телеканале Cartoon Network. Премьерный эпизод, «Срань будущего: Прикзрак в мортпехах», вышел 10 ноября 2019 года. Последний, «Звёздные Морти: Возврикщение Джерри», вышел 31 мая 2020 года.
Следующий, пятый сезон мультсериала вышел в 2021 году.

## Актёрский состав

### Основной состав
- Джастин Ройланд — Рик Санчес и Морти Смит, два главных героя сериала; Рик — эксцентричный сумасшедший учёный, а Морти — его добрый, но легко огорчающийся внук[1].
- Крис Парнелл — Джерри Смит, зять Рика и отец Морти; простодушный и неуверенный в себе человек, который не одобряет влияние Рика на его семью[1].
- Спенсер Грэммер — Саммер Смит, внучка Рика и сестра Морти; обычный подросток, который беспокоится об улучшении своего статуса среди сверстников[1].
- Сара Чок — Бет Смит, дочь Рика и мать Морти; в целом уравновешенный человек, недовольный своим браком[1].

### Приглашённые звёзды
- Шерри Шеперд — судья, который судил Морти.
  - жена Тони.
- Сэм Нилл — лидер моногатронов, который пытается завоевать Землю[2][3].
- Кэтлин Тёрнер — королева моногатронов, которая любит подкасты и ссорится с мужем.
- Тайка Вайтити — Глути, стажёр Рика и представитель вида моногатронов.
- Джеффри Райт — Тони, добросердечный, но подавленный инопланетянин, который испражнялся в унитаз Рика.
- Памела Эдлон — ребёнок Червесоса, чьей жизни угрожает Рик, пытаясь выследить Тони.
  - Энджи Флинт, преступница.
- Илон Маск — Илон Таск, генеральный директор Тасклы.
- Джастин Теру — Майлз Найтли, мастер ограблений и организатор Грабёжфеста.
- Клаудия Блэк — Стреловещательница[4]
- Мэттью Бродерик — говорящий кот, инопланетный кот, который общается посредством телепатии[5].
- Лиам Каннингем — Бальтрамон, дракон, который непреднамеренно связывается душой с Риком.
- Киган-Майкл Кей — Яйцеголовый монстр #1, временной коп из четырёхмерного пространства.
- Эдди Пепитон — Яйцеголовый монстр #2, временной коп из четырёхмерного пространства.
- Пол Джаматти — Повелитель истории, руководитель Поезда истории.
- Кристофер Мелони — Иисус Христос, версия Иисуса Христоса.
- Сьюзан Сарандон — доктор Вонг, семейный терапевт.

## Эпизоды
| № общий | № в сезоне | Название                                                                           | Режиссёр      | Автор сценария               | Дата премьеры   | Зрители США (млн) |
| --- | ---------- | ---------------------------------------------------------------------------------- | ------------- | ---------------------------- | --------------- | ----------------- |
| 32 | 1          | «Срань будущего: Прикзрак в мортпехах» «Edge of Tomorty: Rick Die Rickpeat»        | Эрика Хейс    | Майк МакМэхан                | 10 ноября 2019  | 2,33              |
| Рик и Морти отправляются на Форбодулон Прайм за Кристаллами Смерти, которые имеют свойство показывать обладателю варианты его будущей смерти. Из-за желания умереть в старости на руках Джессики Морти впадает в зависимость от Кристалла, что приводит к гибели Рика. |            |                                                                                    |               |                              |                 |                   |
| 33 | 2          | «Старик и седалище» «The Old Man and the Seat»                                     | Джейкоб Хэйр  | Майкл Валдрон                | 17 ноября 2019  | 1,67              |
| Кто-то воспользовался личным туалетом Рика, расположенном на одной экзотической планете с красивыми видами. Рик отправляется в путешествие по различным мирам в поисках этого нарушителя. Тем временем Джерри помогает стажёру Рика инопланетянину Глути разработать приложение для знакомств. Позже выясняется, что инопланетянам нужно это приложение для захвата Земли. |            |                                                                                    |               |                              |                 |                   |
| 34 | 3          | «Прорикая над гнездом рикушки» «One Crew over the Crewcoo’s Morty»                 | Брайан Ньютон | Кейти Делани                 | 24 ноября 2019  | 1,61              |
| В плане искусства разграбления различных инопланетных ценностей у Рика есть конкурент Майлз Найтли. Рик и Морти отправляются на фестиваль грабителей, чтобы проучить Майлза. Для этого Рик создаёт Гработрона — робота, который должен просчитывать и планировать ограбления, но тот выходит из-под контроля и восстаёт против Рика. |            |                                                                                    |               |                              |                 |                   |
| 35 | 4          | «Загон и порядок: Место прикступления» «Claw and Hoarder: Special Ricktim’s Morty» | Энтони Чун    | Джефф Лавнесс                | 8 декабря 2019  | 1,63              |
| Рик обещал Морти дракона, поэтому заключил сделку с волшебником, который привёл в мир людей дракона и связал его душу с Морти. Через некоторое время Рик пытается убить этого дракона, однако невольно их души также связываются. Волшебник забирает этого дракона назад в свой волшебный мир, чтобы судить, так как дракон нарушил правила, связавшись одновременно с двумя людьми. Рик, Морти и Саммер пытаются спасти дракона. Джерри же улетает во Флориду вместе с говорящим котом. |            |                                                                                    |               |                              |                 |                   |
| 36 | 5          | «Звёздный рикрейсер „Гадлактика“» «Rattlestar Ricklactica»                         | Джейкоб Хэйр  | Джеймс Сичильяно             | 15 декабря 2019 | 1,32              |
| Морти, будучи в открытом космосе, невольно убивает змею-космонавта с планеты змей. Терзаемый угрызениями совести он покупает новую змею на Земле, надевает на неё скафандр и забрасывает на планету змей. От земной змеи змеи планеты змей узнают о существовании других миров. Змеи создают технологии, чтобы отправлять своих бойцов на Землю с целью убить Морти, другие змеи наоборот отправляются его защищать. Джерри тем временем пытается украсить дом гирляндами. |            |                                                                                    |               |                              |                 |                   |
| 37 | 6          | «Риконечная мортистория» «Never Ricking Morty»                                     | Эрика Хейс    | Джефф Лавнесс                | 3 мая 2020      | 1,55              |
| Рик и Морти оказываются на борту Поезда историй. Морти придумывает историю, которая проходит тест Бекдел, чтобы проникнуть в локомотив. Там они сталкиваются с Повелителем Историй, который хочет извлечь из Рика и Морти их потенциал к различным историям. Не находя другого выхода Рик принимается молиться и таким образом обманывает Повелителя Историй. Позже выясняется, что Рик и Морти всё это время сидели у себя дома в гостиной и играли с игрушечным поездом историй. |            |                                                                                    |               |                              |                 |                   |
| 38 | 7          | «Промортей» «Promortyus»                                                           | Брайан Ньютон | Джефф Лавнесс                | 10 мая 2020     | 1,34              |
| Рик, Морти и Саммер попадают на планету населённую паразитами глорзо, которые присасываются к лицам. Рик и Морти сразу же попадают под их контроль. Саммер удаётся избежать этой участи из-за зубочистки во рту. Впоследствии она становится королевой паразитов. |            |                                                                                    |               |                              |                 |                   |
| 39 | 8          | «Эпизод про чан с кислотой» «The Vat of Acid Episode»                              | Джейкоб Хэйр  | Джефф Лавнесс и Альбро Ланди | 17 мая 2020     | 1,26              |
| После уговоров Морти, Рик создаёт устройство в виде пульта, которое сохраняет жизнь, как в видеоиграх. Морти использует этот пульт для того, чтобы дурачиться. В какой-то момент, когда Морти влюбляется, он перестаёт использовать это устройство. Вместе со своей девушкой он переживает множество приятных и не очень моментов. Им даже удаётся выжить в авиакатастрофе над Аляской. Однако Джерри случайно использует пульт и загружает последнее сохранение, которое Морти сделал ещё перед знакомством со своей девушкой. Морти случайно перезаписывает это сохранение и делает возобновление отношений невозможным. Далее он узнаёт, что устройство не было безобидным и не работало как машина времени. Каждый раз, когда он сохранялся, умирал Морти в соответствующей Вселенной. |            |                                                                                    |               |                              |                 |                   |
| 40 | 9          | «Дитя риковеческое» «Childrick of Mort»                                            | Кёнг Хи Лим   | Джеймс Сичильяно             | 24 мая 2020     | 1,22              |
| Джерри везёт семью в поход, когда становится известно, что планета Гея, с которой переспал Рик, забеременела. Планета извергает из себя множество хрупких глиняных детей. Под влиянием дочери Рик строит огромную машину, которая спасает детей и сортирует их по способностям. Джерри же пытается провести время со своими детьми, однако его походные навыки оказываются им совершенно не интересны. Тем не менее, Джерри находит себе учеников среди «дефектных» глиняных человечков и становится их вождём. Появляется Зевс, который объявляет себя настоящим отцом этих человечков. Между Зевсом и Риком завязывается драка. Морти и Саммер находят космический корабль, которым случайно убивают Зевса.                                                                              |            |                                                                                    |               |                              |                 |                   |
| 41 | 10         | «Звёздные Морти: Возврикщение Джерри» «Star Mort Rickturn of the Jerri»            | Эрика Хейс    | Энн Лэйн                     | 31 мая 2020     | 1,30              |
| Выясняется, что Рик в прошлом создал клон Бет. Одна Бет жила дома с семьёй, а вторая всё это время сражалась в космосе с Галактической Федерацией. Космическая Бет узнаёт, что в её шею имплантировано некое устройство, которое она принимает за бомбу. Эта Бет возвращается на Землю, чтобы убить Рика. За ней на Землю прибывает Федерация, войска которой берут в плен обеих Бет. Морти и Саммер сражаются друг с другом за пояс невидимости, но позже объединяются, чтобы помочь мамам разделаться с Федерацией. |            |                                                                                    |               |                              |                 |                   |

## Производство

### Разработка
В октябре 2017 года, после завершения третьего сезона, будущее шоу оставалось под вопросом, без каких-либо заявлений о продлении или статусе производства. В марте 2018 года Хармон написал в Твиттере, что ещё не начинал писать для нового сезона, отчасти потому, что Adult Swim ещё не заказал никаких новых эпизодов. Хармон объяснил, что переговоры по контракту были более сложными, чем в предыдущих сезонах.
Соавторы Дэн Хармон и Джастин Ройланд хотели быть уверены, что в будущем будет ещё много сезонов Рика и Морти, чтобы они могли сосредоточиться на шоу и минимизировать своё участие в других проектах. Хармон также заявил, что он желает, чтобы будущие сезоны состояли из более чем десяти эпизодов, сказав: «Теперь я собираюсь сниматься в четвёртом сезоне „Рика и Морти“ и хочу доказать, что я вырос». Это относилось к тому, что он признал, что должен работать более эффективно, контролировать свой перфекционизм и избегать прошлых ошибок, которые привели к тому, что третий сезон шоу состоял только из десяти эпизодов вместо четырнадцати, как планировалось изначально.
В мае 2018 года, после длительных переговоров по контракту, Adult Swim объявила о долгосрочном соглашении с создателями, заказав 70 новых эпизодов в течение неопределенного количества сезонов. Два соавтора выразили свое удовлетворение, и Ройланд сказал: «Мы очень рады тому, что впервые в истории мы заперты, мы знаем, что ждёт нас в будущем, у нас есть гарантии занятости». Хармон добавил: «Нам с Джастином просто нужно было достаточно эпизодов и правильная структура сделки, которая дала бы нам разрешение делать то, что мы хотим делать, а именно сосредоточиться на шоу. У нас есть всё это, и мы оба очень в восторге».
В мае 2019 года, на презентации Upfronts WarnerMedia 2019 было объявлено, что четвёртый сезон Рика и Морти дебютирует в ноябре 2019 года, что сделало двухлетний разрыв между третьим и четвёртым сезонами самым длинным за всю историю шоу. Хотя в четвёртом сезоне было всего десять эпизодов, создатели были уверены, что соглашение о продлении 70-ти эпизодов в конечном итоге сократит время ожидания между сезонами и, возможно, позволит увеличить количество эпизодов в будущем. В октябре 2019 года стало известно, что первые пять эпизодов начнут выходить в эфир 10 ноября 2019 года. 1 апреля 2020 года было объявлено, что оставшиеся пять эпизодов начнут выходить в эфир 3 мая 2020 года.

### Сценарий и анимация
Написание сценария началось в июне 2018 года, когда Ройланд сказал, что — наряду с поддержанием качества продукта — на этот раз сценаристам придётся работать быстрее, чтобы эпизоды выпускались быстрее. Кроме того, Хармон выразил своё намерение позволить шоу продвигаться вперед, сотрудничая с аниматорами и внося необходимые исправления в процессе, вместо того, чтобы применять свои перфекционистские тенденции на самых ранних этапах написания.
В июле 2018 года Хармон и сценарист Майк МакМэхан разместили в социальных сетях изображения из комнаты сценаристов, на которых изображены «Круги Истории», нарисованные на доске. Этот восьмишаговый процесс повествования, разработанный Хармоном (упрощённая версия общей схемы повествования Джозефа Кэмпбелла, известная как путь героя), использовалась в предыдущих сезонах, чтобы наметить сюжетную линию эпизода. В нём описывается, как главный герой истории покидает свою зону комфорта, чтобы заняться тем, чего хочет, как он вынужден адаптироваться к незнакомой ситуации, чтобы достичь своей цели, и как история изменила его, когда он возвращается к своей зоне комфорта. Журнал «Эмми», однако, сообщил после интервью с Хармоном, что группа сценаристов планировала «встряхнуть ситуацию с помощью более анархичного стиля письма». Это означало довольно деконструктивный подход, при котором вместо сосредоточения на структуре истории внимание в первую очередь уделялось культивированию идей, шуток и фрагментов диалога, а затем истории строились вокруг этих моментов. Что касается сюжетной линии сезона, Ройланд сказал, что сезон будет содержать «сильные эпизодические сцены», и посоветовал фанатам смотреть их в правильном порядке.
В октябре 2018 года композитор сериала Райан Элдер сказал Inverse, что он рассчитывает принять участие в сезоне, когда процесс написания будет частично завершён. Первый голос гостя был раскрыт в ноябре 2018 года, когда Сэм Нилл написал в Твиттере, что ему понравилось работать с «Риком и Морти», указав, что команда закончила писать некоторые эпизоды. Позже Ройланд также утвердил Пола Джаматти, Тайка Вайтити и Кэтлин Тёрнер приглашёнными звёздами в четвёртом сезоне.
В декабре 2018 года Bardel Entertainment, канадская анимационная студия Рика и Морти, начала нанимать аниматоров Toon Boom Harmony и художников визуальных эффектов, чтобы присоединиться к команде аниматоров шоу. В январе 2019 года супервайзер по анимации Эрик Бофа Нфон опубликовал в своём аккаунте в Твиттере фотографию из конференц-зала, на которой были изображены ведущий аниматор Этьен Обри и линейный продюсер Марк Ван И, что указывает на начало процесса анимации в сезоне. Ройланд сказал, что, когда эпизоды будут возвращены из студии «в цвете», сценаристы постараются внести любые необходимые коррективы, которые могли бы улучшить эпизоды. Тем не менее, он выглядел удовлетворённым работой, проделанной в этом сезоне.

## Реакция критиков и зрителей

### Реакция критиков
Четвёртый сезон имеет рейтинг одобрения 94 % на Rotten Tomatoes на основе 34 обзоров, со средним рейтингом 8,70 из 10. Консенсус критиков гласит: «Четвёртый сезон Рика и Морти — это одновременно захватывающий прогресс и восхитительное возвращение в форму, которое более чем оправдывает двухлетнее ожидание». На Metacritic, сезон имеет оценку 84 из 100 на основе 5 обзоров, что означает «всеобщее признание».

### Награды и номинации
| Год  | Премия                         | Категория                                                  | Номинант                                     | Результат | Прим.  |
| ---- | ------------------------------ | ---------------------------------------------------------- | -------------------------------------------- | --------- | ------ |
| 2020 | Primetime Emmy Awards          | Outstanding Animated Program                               | Эпизод про чан с кислотой                    | Победа    | [ 39 ] |
| 2021 | Saturn Awards                  | Best Animated Series on Television                         | Рик и Морти                                  | Ожидается | [ 40 ] |
| 2021 | Annie Awards                   | Best General Audience Animated Television/Media Production | Эпизод про чан с кислотой                    | Номинация | [ 41 ] |
| 2021 | American Cinema Editors Awards | Best Edited Animation (Non-Theatrical)                     | Ли Хартинг (Звёздный рикрейсер «Гадлактика») | Победа    | [ 42 ] |
| 2021 | Critics' Choice Super Awards   | Best Animated Series                                       | Рик и Морти                                  | Номинация | [ 43 ] |
| 2021 | Critics' Choice Super Awards   | Best Voice Actor in an Animated Series                     | Джастин Ройланд                              | Номинация | [ 43 ] |